# Eurhopalothrix philippina
Eurhopalothrix philippina é uma espécie de formiga do gênero Eurhopalothrix, pertencente à subfamília Myrmicinae.